# Rafael Cob García
Rafael Cob García (La Horra, 23 de octubre de 1951) es un sacerdote católico español, afincado en Ecuador, que se desempeña como obispo vicario apostólico de Puyo.

## Biografía

### Primeros años
Rafael nació el día 23 de octubre de 1951 en La Horra, provincia de Burgos, Castilla y León, España.

### Sacerdocio
Cuando era joven descubrió su vocación religiosa y tomó la decisión de ingresar en el seminario diocesano. 
Fue ordenado sacerdote el día 23 de octubre de 1976.

### Episcopado
Obispo vicario apostólico de Puyo
El 28 de noviembre de 1998, el papa Juan Pablo II lo nombró obispo vicario apostólico de Puyo y obispo titular de Cerbali.
Fue consagrado el 6 de enero de 1999, a manos del papa Juan Pablo II.
Sus coconsagrantes fueron el por entonces funcionario de la Secretaria de Estado de la Santa Sede, Giovanni Battista Re y el por entonces secretario del Colegio Cardenalicio, Francesco Monterisi.
Tomó posesión canónica del vicariato el día 21 de febrero de 1999.
Cargos en el obispado
- Miembro de la Comisión del Magisterio de la Iglesia en la CEE.[3]